# Vilém II. Provensálský
Vilém II. Provensálský zvaný Pobožný (francouzsky Guillaume le Pieux, 982? – 4. března 1018) byl provensálský hrabě.

## Život
Narodil se jako syn Viléma I. a pravděpodobně jeho druhé choti Adléty, dcery hraběte Fulka z Anjou. Krátce po jeho narození hrabě zemřel a regentkou se stala ovdovělá Adléta. Vilém se okolo roku 1002 oženil s Gerbergou, dcerou burgundského hraběte Oty Viléma Burgundského. Padl na jaře 1018 v bitvě a byl pohřben v rodinné nekropoli v benediktinském opatství Montmajour.